# Хшатріта
Хшатріта (Фраорт) (асир. ḫa-šá-at-ri-it-ti, ḫa-šá-at-ri-tu, ḫa-šá--at-ri-e-ti) — очільник мідійців під час їхнього повстання проти Асирії у 674—673 рр. до н. е., перший правитель об'єднаної Мідії.
Відомий переважно з асирійських джерел. Отже, наразі відомо, що у 674 р. до н. е. серед залежних від Асирії мідійських племен спалахнуло повстання, керівниками якого асирійці називають Каштаріті, очільника поселення Каркашши, Мамітіаршу та Дусанні, які також були очільниками певних поселень (імовірно  мід. dahyu-pati).
Очоливши повстання й заручившись підтримкою Манейського царства, скіфів та спільних їм кімерійців, Хшатріта до кінця 670-их рр. до н. е. таки виборов незалежність для Мідії.
| «Мідійської царство … в тому вигляді, в якому воно було створено Каштаріті-Хшатрітою, не було ще тієї Мідією в її історичних кордонах, яку зазвичай мають на увазі стародавні джерела, коли вони згадують цю країну.»[1] |
З початком повстання Шамашшумукіна в Асирії у 653/652 рр. до н. е., ймовірно Хшатріта поновив свої антиасирійські акції. Але на допомогу асирійцям прийшли на той час спільні скіфи з царем Мадієм (А. І. Іванчик відносить скіфську навалу до близько 626 р. до н. е. та смерть Хшатріти з навалою скіфів не пов'язує). Хшатріта загинув, Мідія на певний час стала залежною від скіфів.
Геродот називає Хшатріту Фраортом (грец. Φραόρτης), батьком Хувахштри-Кіаксара.
Етимологія антропоніму:
- асир. ḫa-šá-at-ri-it-ti < мід. *xšaϑrita- — укр. владний, правовстановлюючий.[4]

## Хшатрітав першоджерелах

### Державні архіви Ассирії (SAA 4, Ch. 3.) (уривки)[5]
- SAA 04-041. «… о Шамаше, великий Господи, скажи, чи Мамітіаршу, володар землі Мада, дійде згоди з Каштарітою, володарем міста Каркашшу? …»
- SAA 04-042. «… о Шамаше, Каштаріті, володар міста Каркашши, який вислав до […] кажучи: „Давайте триматися разом, збирати військо й … йти на війну проти армії Асархаддона, царя асирійського“ …»
- SAA 04-043. «… о Шамаше, великий Господи, чи … Каштаріті та його військо, чи військо кимерійців, чи військо Манни, чи військо Мади, чи військо будь-якого іншого супротивника, захопить це місто Кішассу? …»
- SAA 04-044. «… о Шамаше, великий Господи, якщо Асархадон, цар асирійський, … додасть військ в місті Карібту, яке розташовано на кордоні …, так що вони можуть стежити за ворогом? … чи … буде Каштаріті зі своїм військом, або військом кимерійців, або військом маннеїв, або військами Мада, або військом будь-якого іншого супротивника … чи вони захоплять місто Карібту …? …»
- SAA 04-045. «… о Шамаше, великий Господи … Дусанні Сапардійський, чи Каштаріті, володар міста Каркашши, з потужною армією або кімерійців, або Мада, або манеїв, чи … прийде до цього міста …»
- SAA 04-048. «… о Шамаше, великий Господи … Каштаріті, володар міста Каркашши, зі своїм військом, або з військом Мади, або з військом манеїв, або з військом кимерійців, або з будь-яким іншим військом, чи буде робити спроби захопити місто Шубара, розташоване біля кордону Сапарда, чи він захопе це місто …»
- SAA 04-049. «… о Шамаше, великий Господи … чи буде або Каштаріті зі своїм військом, або військом кимерійців, або військом Мідії, або військом маннеїв … або будь-який інший супротивник йти на це місто, Ушиши …»
- SAA 04-050. «… о Шамаше, великий Господи … чи буде або Каштаріті зі своїм військом, або військом кимерійців, … або Дусанні Сапардійський, або …»
- SAA 04-051. «… о Шамаше, великий Господи … чи Каштаріті зі своїм військом, або військом кимерійців, або Дусанні Сапардійський, або кимерійці, або мідяни, або манеї, або будь-який інші вороги, захоплять це місто Кільман …»
- SAA 04-056. «… о Шамаше, великий Господи … Каштаріті, володар міста Каркашши, який послав … до Набу-Шума Ішкуні …, кажучи: „Напиши повідомлення до царя Асирії про те, що посланець царя має прийти та укласти угоду зі мною …“ …»
- SAA 04-057. «… о Шамаше, великий Господи … Чи Асархадону, царю асирійському, відправити посланця, якого бажає Каштаріті, володар міста Каркашши? Й якщо Асархадон, цар асирійський, пошле свого посланця до Каштаріті, чи він, за порадою своїх радників, не використає посланця для допиту, чи не вб'є його? …»
- SAA 04-059. «… о Шамаше, великий Господи … який є після Каштаріті … нападати, убивати, грабувати …»
- SAA 04-060. «… о Шамаше, великий Господи … чи має Асархадон, цар асирійський, прагнути, і планувати, і відправити армію, як він хоче, проти Каштаріті, володаря міста Каркашши …»
- SAA 04-061. «… о Шамаше, великий Господи … Буде Каштаріті, в цій війні … або атакувати можновладців і правителів, армію Асархадона, царя асирійського? [Чи будуть вони] вбивати, розкрадати … ? …»
- SAA 04-062. «… о Шамаше, великий Господи … Чи повинен цар відправити очильників та керівників, разом з людьми, кіньми та військом, таким великим, як вони хочуть, проти Каштаріти, володаря міста Каркашши, і військ з ним, щоб вести війну за місто Касасу? Якщо він, захоче, відправе їх, чи очильники та командири армії Асархадона, царя асирійського, підкорять це місто і чи зможуть вони пройти землею Каркашши там, де вони захочуть? …»